# Gonostyliki
Gonostyliki, gonostylusy, gonostyle (łac. gonostyli, l.poj. łac. gonostylus) – elementy narządów genitalnych owadów, będące przekształconymi wyrostkami rylcowymi (stylikami) koksytów genitalnych segmentów odwłoka.
U przerzutek i rybików koksyty (płytki biodrowe) wykształcone są na niemal wszystkich segmentach odwłoka, a te segmentu ósmego i dziewiątego zawsze zaopatrzone są w wyrostki rylcowe (styliki). U owadów uskrzydlonych wyrostki te zachowują się tylko na koksycie dziewiątego segmentu, czyli gonokoksycie i wraz z nim oraz z nasadowym wyrostkiem wewnętrznym wchodzą w skład gonokoksopoditu tegoż segmentu.
U samców dobrze wykształcone gonokoksyty i odrębne od nich gonostyliki występują wśród takich grup jak jętki, świerszczokaraczany, wielbłądki, chruściki, wojsiłki, pchły, niektóre muchówki długoczułkie i liczne błonkoskrzydłe. U motyli gonkostylik zlany jest z gonokoksytem w walwę. U samców wielu innych grup gonokoksyty uległy przekształceniu w nieparzystą płytkę subgenitalną. U karaczanów, modliszek, niektórych prostoskrzydłych, niektórych gryzków i niektórych pluskwiaków różnoskrzydłych płytka ta zachowała wyodrębnione gonostyliki, podczas gdy widelnic, straszyków, skorków, nogoprządek oraz u pozostałych prostoskrzydłych, gryzków i pluskwiaków różnoskrzydłych gonostylików na płytce zupełnie brak. U wielu zaawansowanych ewolucyjnie muchówek i błonkówek całe gonokoksopodity uległy redukcji. Z kolei u samców chrząszczy gonokoksopodity uległy całkowitemu zanikowi.
Funkcją ruchomych gonostylików samców często jest chwytanie i przytrzymywanie samicy w trakcie kopulacji.
U samic gonokoksyty dziewiątego segmentu odwłokowego drugą parę walwiferów, na której osadzone są walwule drugiej pary, wchodzące w skład pokładełka. U samic chrząszczy gonostyliki, zwane też stylikami, są małymi płatkami połączonymi stawowo z kosksytem, osadzonymi na pokładełku wierzchołkowo lub przedwierzchołkowo.  W przypadku częstej u owadów uskrzydlonych wtórnej redukcji pokładełka gonostylik jest zwykle pierwszą strukturą ulegającą zanikowi.